# Susana Thénon
Susana Thénon (Buenos Aires, 7 de mayo de 1937 - 4 de abril de 1990) fue una poeta, traductora y fotógrafa argentina, perteneciente al movimiento literario argentino de mediados de siglo XX, parte del boom latinoamericano. Nacida en el seno de una familia de origen judío, Thénon fue contemporánea de otras poetas influyentes en la literatura argentina como  Alejandra Pizarnik —con quien compartió proyectos, como la revista Agua Viva (1960), y el texto "Crónica social" publicado en la antología Paraíso de nadie (2022, Buenos Aires: Corregidor)—, Olga Orozco, o Silvina Ocampo. A pesar de publicar tan solo cinco poemarios a lo largo de su vida, entre los que destacan obras como Habitante de la nada (1959), en las últimas décadas su figura artística ha crecido exponencialmente, en parte gracias la reedición de sus obras y a la publicación de textos inéditos por parte de otras poetas y ensayistas contemporáneas como María Negroni y Ana María Barrenechea.

## Biografía
Thenón nació a principios de 1935 en una familia de origen judío. Transcurrió su infancia en un ambiente de gente por la cultura y las artes. En su primera juventud, formó parte de un elenco de jóvenes actores del Teatro Cervantes y en 1954 egresó del Liceo n.° 1 para señoritas. Al poco tiempo, comenzó la Licenciatura en Letras en la Universidad de Buenos Aires, donde conoció, entre otros, a Alejandra Pizarnik y a Ana María Barrenechea. En 1958, publicó su primer libro de poesía, Edad sin tregua, y al año siguiente el poemario Habitante de la nada. 
En 1960, fundó junto a Alejandra Pizarnik, Juan Carlos Martelli, Eduardo Romano y Alejandro Vignati la revista literaria Agua Viva. Esto implicó una apertura hacia la comunidad poética, una de las pocas incursiones que tendrá en su vida, y la participación en otras publicaciones especializadas. Incluso muchas veces  se ha comparado su obra con la de Pizarnik, dada la recurrencia de temas presentes en la obra de ambas, como la soledad, las sombras, la negación del deseo y la fuerza del deseo negado que pervive en las individualidades marginales. Sin embargo, a diferencia de Alejandra Pizarnik, quien entabló relaciones personales con varias eminencias literarias —como Octavio Paz o Julio Cortázar— Thenón siempre fue más refractaria a los ambientes literarios de su época.
En 1964, obtuvo la licenciatura en Letras y, durante un tiempo, dio clases de Latín, pero luego renunció para dedicarse casi por entero a la traducción de textos.  Durante aquellos años, publicó la última obra de su primera etapa, De lugares extraños (1967). Entre 1970 y 1982, abandonó la mayoría de sus proyectos literarios y se dedicó casi en su totalidad a la producción fotográfica, en especial en torno a la danza de Iris Scaccheri, a quien acompañó por varios escenarios de América y Europa. Su obra fotográfica también incluyó varias producciones en Buenos Aires y varias exposiciones en galerías de Europa. Obtuvo el premio de fotografía Parisien con su serie Humor Blanco Humor Negro.  
Thénon solo volvió a publicar poesía en 1984. A pesar de ello, sí ha habido una producción literaria, algo más reducida, de aquellos años la cual se ha publicado, esos inéditos se encuentran en el segundo tomo de La morada imposible (2004, Corregidor) y en Paraíso de nadie (2022). En 1984 se publicó su obra Distancias y, en 1987, Ova completa, la última de sus producciones publicadas en vida, ya que por entonces comenzó a padecer migrañas y malestar general producto de un tumor cerebral, a raíz del cual fallecería el 5 de abril de 1991, a los 56 años, en medio de la reclusión y la soledad, en la casa de su madre.
Como se dejó entrever anteriormente, su relación con los demás poetas de su generación fue casi nula, salvo excepciones como María Negroni, que después sería una de las compiladoras en sus libros póstumos (La Morada Imposible I y II), Liliana Lukin y la ya mencionada Alejandra Pizarnik, con la cual se frecuentaba y junto con quien publicó en la revista literaria Agua Viva (1960), quizás una de sus pocas señales de apertura al medio.
Si bien en vida el trabajo de Thénon pasó muy desapercibido, recientemente, gracias, en parte, a la colaboración de contemporáneas como María Negroni, en los últimos años, su imagen cultural ha ido en crecimiento gracias a la publicación de varias de sus obras inéditas y trabajo fotográfico.

## Influencias literarias
Thénon reconoció como sus maestros a figuras de la literatura clásica, como Aristófanes, Lucio Apuleyo o Pietro Aretino, también a humanistas como Giovanni Boccaccio y François Rabelais, pero también dramaturgos del Siglo de Oro español comoFrancisco de Quevedo y Luis de Góngora.
En una entrevista que Renata Treitel le hace en 1986 a propósito de Distancias, Thénon insiste con la necesidad de leer y releer a Oliverio Girondo, que está "primero, segundo y tercero" dentro de sus incumbencias poéticas. 
 Por último, James Joyce, padre del modernismo anglosajón.

## Obra

### Poesía
- Edad sin tregua (1958)
- Habitante de la nada (1959)
- De lugares extraños (1967)
- Distancias (1984)
- Ova completa (1987)
- La morada imposible, Tomos I y II (2001)
- Paraíso de nadie (2022)

### Fotografía
- Iris Scaccheri, brindis a la danza - Leviatán, 2011[9]
- Acerca de Iris Scaccheri (Anzilotti, 1988)

## Su obra
La creación poética de Susana Thénon está marcada por dos aspectos centrales, primero la evolución de una temática en su poesía, desde el primer libro publicado hasta el último y segundo, el juego con el lenguaje, que desemboca en la imposibilidad del mismo.
En su primer libro, Edad sin tregua (1958), es posible visualizar el primer atisbo que marcaría su propuesta: el sujeto poético anegado del poema, una escritura desde lo marginal, donde para el hablante lírico resulta difícil encontrar un espacio en el texto donde asentarse y siempre se pronuncia desde la periferia. Algo similar ocurre en Habitante de la nada (1959), de hecho el título refiere a este hablante que no pertenece a ningún sitio, que se encuentra fuera del poema, desvanecido cada vez más.
En De lugares extraños (1967), también tiene que ver con el sujeto extranjero dentro del poema, del lenguaje, un yo poético desarmándose a la vista del lector, y de cierta forma, con este libro cierra un ciclo en sus publicaciones y se mantiene silente respecto a la poesía, para dedicarse plenamente a la fotografía.
Es en 1984 cuando vuelve a publicar, Distancias es un texto que refleja todo el proceso de los tres libros anteriores, un desarme del lenguaje que se puede ver tanto temática como gráficamente en los poemas, poniendo en evidencia las carencias de éste y su imposibilidad de nombrar, las limitaciones de la palabra. Finalmente, donde revienta la idea latente de la destrucción del sujeto poético, es en su último libro Ova completa (1987), donde utiliza el yo poético como mecanismo risible en sus poemas, lo anula a través del uso de la ironía.
La obra de Susana Thénon cruza la inutilidad del lenguaje para representar la existencia misma, de ahí un sentimiento de soledad, de nunca poder asentar el yo, un yo que no alcanza y se desordena en su afán de representar la figura del hablante, que se diluye inevitablemente. Todo esto se reúne en los dos tomos de La morada imposible, libro póstumo que recorre toda la producción artística de Susana Thénon.